# Il Marchese del Grill...etto
Il Marchese del Grill...etto è un film del 1997, diretto da Luca Damiano.